# Zadní Kopanina
Zadní Kopanina (německy Hinter Kopanin) je městská čtvrť a katastrální území v rámci hlavního města Prahy. Je zde evidováno 5 ulic (Chaloupky, K Zadní Kopanině, Na Zmrzlíku, Kavylová a U Skopců) a 36 adres. 

## Obyvatelstvo
Žije zde zhruba 100 obyvatel, čímž je podle počtu obyvatel nejmenší částí Prahy, i částí s nejmenší hustotou zalidnění (21 obyv./km²).

## Městská část
Zadní Kopanina je součástí městské části Praha-Řeporyje.

## Pamětihodnosti

### Kulturní památky
- Maškův mlýn

### Přírodní památky
- Přírodní památka Zmrzlík

### Další stavby
- usedlost Zmrzlík
- Taslarův mlýn

## Galerie

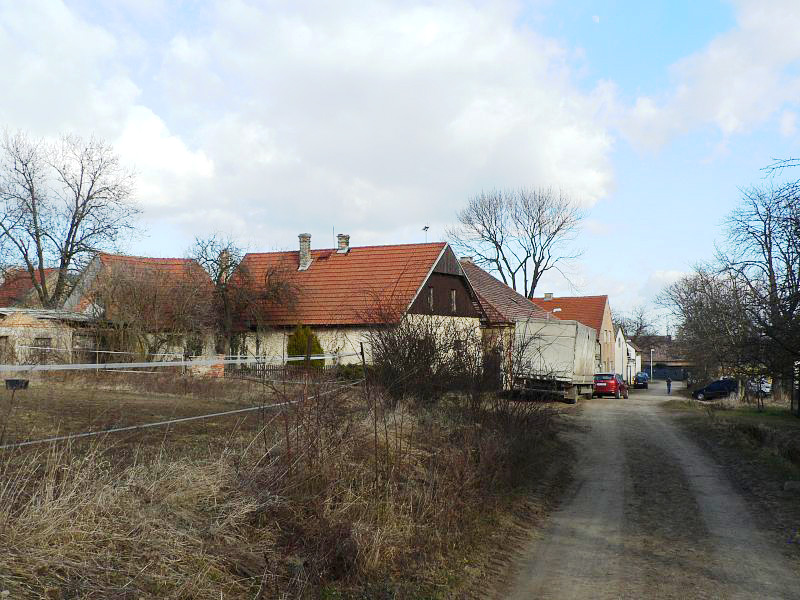
statek U Skopců